# Agent Trouble – Mord aus Versehen
Agent Trouble – Mord aus Versehen (Originaltitel: Agent trouble) ist ein französischer Kriminalfilm von Jean-Pierre Mocky aus dem Jahr 1987 mit Catherine Deneuve und Richard Bohringer in den Hauptrollen. Als literarische Vorlage diente der Roman The Man Who Loved Zoos des US-amerikanischen Autors Malcolm J. Bosse.

## Handlung
Der junge Victorien hat wie immer kein Geld und versucht, per Anhalter durch das winterliche Elsass zu fahren. Er entdeckt schließlich einen Reisebus. Bis auf den Busfahrer, der in einer Telefonzelle telefoniert, sind alle Insassen tot. Victorien betritt den Bus und entwendet den Toten ihren Schmuck und ihre Geldbeutel. Daraufhin fährt er nach Straßburg, wo seine Tante Amanda im örtlichen Völkerkundemuseum arbeitet. Als er sie dort besucht, erzählt er ihr von den toten Menschen im Reisebus. Anschließend trifft er sich mit seiner Bekannten Julie im Zoo, wo er aus Protest gegen die Haltung von Tieren in Gefangenschaft über eine Absperrung springt und die Freilassung der Löwen fordert.
Alex, ein skrupelloser Agent der Regierung, trifft sich am Abend mit Tony, dem Fahrer des Reisebusses, und erfährt, dass die Geldbeutel der Toten mitsamt ihren Ausweisen gestohlen wurden. Tony hat jedoch ein Notizbuch von Victorien gefunden. Amanda vertraut sich derweil ihrem Freund Stanislas an und erzählt ihm Victoriens Geschichte. Die Medien berichten derweil von einem Unfall. Ihnen zufolge sei der Bus mit 50 Passagieren in den Lac Noir, einen Bergsee im Elsass, gestürzt. Daraufhin geht Victorien zu Julie, die ein kleines Bordell betreibt. Alex trifft ebenfalls bei Julie ein und gibt sich mit einer Flasche Champagner als potenzieller Freier aus. Er zeigt Julie Victoriens Notizbuch und will von ihr Victoriens Adresse erfahren. Als Julie kurzzeitig den Raum verlässt, mischt Alex Gift in ihr Glas. Victorien, der von Alex unbemerkt nach draußen schleichen konnte, sieht, wie Julie den Champagner trinkt und stirbt. Er sucht Amanda auf und zeigt ihr die Portemonnaies und Ausweise der Businsassen. An einem vereinbarten Treffpunkt fordert Victorien von Alex Geld für die Papiere. Ein anderer Mann kommt hinzu, worauf Victorien versucht zu fliehen. Alex tötet den Mann und schießt auch auf Victorien, der tödlich getroffen in ein Gleisbett stürzt. Um seinen Tod wie Selbstmord aussehen zu lassen, zieht Alex Victoriens Leiche auf ein Gleis, auf dem sich gerade ein Zug nähert.
Alex bricht in Amandas Wohnung ein und sucht nach den Ausweisen. Als Amanda mit ihrer Mitbewohnerin nach Hause kommt, flieht Alex durch das Fenster, ohne jedoch die Ausweise gefunden zu haben, die Amanda in einem Fach unter der Badewanne versteckt hat. Überzeugt, dass Victorien ermordet wurde, stellt Amanda eigene Nachforschungen an. Sie entschließt sich, an einer Busreise zum Lac Noir teilzunehmen. Als sie mit ihrer Touristengruppe in einer Pension eintrifft, erscheint Alex, der inzwischen auch Tony umgebracht hat. Am nächsten Tag schließt er sich der Reisegruppe an, und Amanda wird klar, dass er hinter ihr her ist.
Während sich Catherine, eine ebenfalls allein reisende Frau, bei einem Halt an Alex heranmacht, erfährt Amanda von einem Einheimischen, dass der Lac Noir durch einen Laborunfall verseucht wurde. Amanda schleicht sich in das Kraftwerk am Lac Noir, wo sie mehrere Männer in weißen Kitteln beobachtet. Später nimmt sie sich ein Taxi und sucht das Privatlabor eines Wissenschaftlers auf, von dem sie sich mehr Informationen erhofft. Da der Doktor nicht da zu sein scheint, bricht sie kurzerhand in das Haus ein. Während sich Alex im Kraftwerk mit einem Mann von der Regierung trifft, spricht Amanda alles, was sie bisher in Erfahrung bringen konnte, auf ein Tonband. Plötzlich erscheint der Doktor, der ihr von dem Chemieunfall erzählt, in dessen Folge das Wasser des Lac Noir kontaminiert wurde. Als der Doktor Amanda eine Spritze geben will, rammt sie ihm die Spritze in die Brust und läuft davon, während der Doktor zu Boden geht und stirbt.
Am nächsten Morgen lauert Alex Amanda in einer Bergbahn auf und verlangt von ihr die Papiere der Businsassen. Sie sagt ihm, sie habe sie der Polizei gegeben und zudem zwei Anwälte über seine kriminellen Machenschaften informiert. Beim nächsten Haltepunkt steigen sie gemeinsam aus und Alex erzählt ihr, dass die Leute des Busses ermordet worden seien, um ihnen einen qualvollen Tod durch die Verseuchung zu ersparen und ebendiese zu vertuschen. Die Höhenlage macht Alex schwer zu schaffen. Er bekommt zu wenig Sauerstoff und muss sich hinsetzen. Amanda lässt ihn allein und geht zu zwei Polizisten. Alex schließt seine Augen und erinnert sich, wie die Menschen umgekommen sind. Bei einem geheimen Projekt der Regierung waren Labormäuse mit Chemikalien in Kontakt gekommen und anschließend in einen Wasserbehälter gefallen, was zu einer Kontamination des Trinkwassers geführt hatte. In einer Gaststätte am See hatten die Touristen das Wasser getrunken. Auf der Weiterfahrt wurde der Reisebus angehalten. Männer in Schutzanzügen stürmten den Bus und sprühten Giftgas um sich.
Plötzlich erscheint Amandas Freund Stanislas mit dem Mann der Regierung. Alex erzählt ihnen, dass Amanda inzwischen alles wisse, und kippt von seinem Stuhl. Während die beiden Polizisten Alex wegbringen, will Stanislas Amanda erklären, warum es nicht gut wäre, wenn sie mit der Wahrheit an die Öffentlichkeit geht.

## Hintergrund

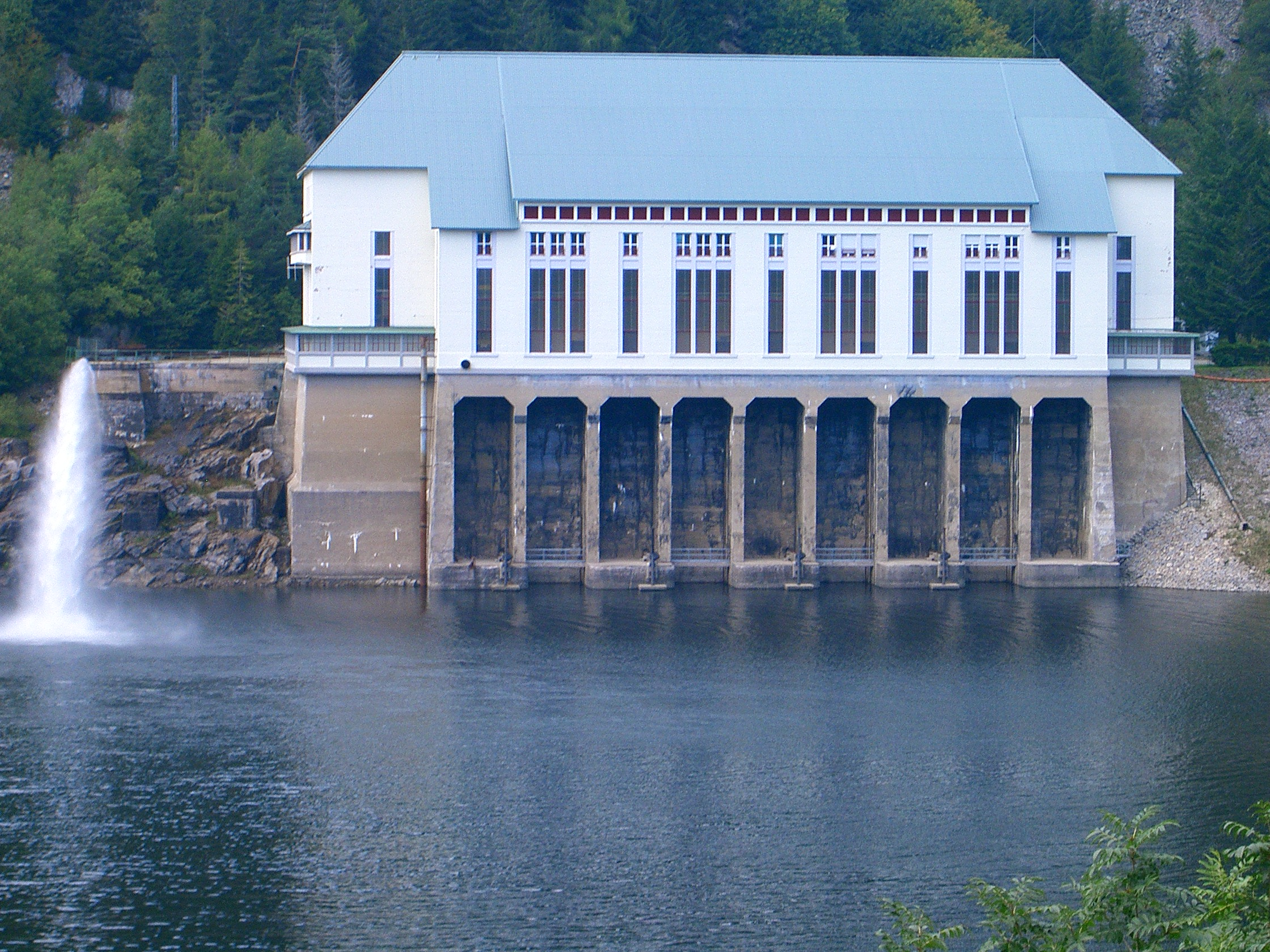
Das Kraftwerk am Lac Noir, ein Schauplatz des Films

Die Dreharbeiten fanden in den Filmstudios von Boulogne-Billancourt sowie vor Ort im Elsass, am Lac Noir und in Straßburg statt. Agent Trouble – Mord aus Versehen wurde am 19. August 1987 in Frankreich uraufgeführt, wo der Film von rund 636.000 Zuschauern in den Kinos gesehen wurde. In Deutschland wurde der Film erstmals am 26. April 1989 auf Video veröffentlicht und am 29. Mai 1990 von RTL plus im Fernsehen gezeigt.

## Kritiken
Für das Lexikon des internationalen Films war Agent Trouble – Mord aus Versehen ein „[i]n seinen Stilmitteln unsicherer Kriminalfilm, der allenfalls durch die grotesk-tragikomische Zeichnung der Hauptfiguren Reiz gewinnt“. Cinema zufolge sei der Film „[t]oll besetzt, aber zu abgedreht, um wirklich zu fesseln“. Das Fazit lautete: „Schön kauzig, aber holprig inszeniert.“

## Auszeichnungen
Bei der César-Verleihung 1988 war der Film in den Kategorien Beste Filmmusik, Beste Hauptdarstellerin (Catherine Deneuve), Bester Nebendarsteller (Tom Novembre) und Beste Nebendarstellerin (Dominique Lavanant) für den César nominiert. Deneuve unterlag letztlich Anémone in Am großen Weg, während Novembre gegen Jean-Claude Brialy in Die Unschuldigen verlor. Komponist Gabriel Yared musste sich wiederum Michel Portal geschlagen geben. Lediglich Lavanant konnte sich gegen die Konkurrenz durchsetzen und den Preis gewinnen.